# Національна дорога 13 (Польща)
Національна дорога 13 (пол. Droga krajowa nr 13, DK13) — національна дорога класу GP довжиною приблизно 17 км, що сполучає Щецин з кордоном з Німеччиною в Росовеку. Цілком лежить на території Західнопоморського воєводства (міський повіт — Щецин і поліцейський повіт).

## Історія
З 1962 по 1970-ті роки на ділянці між Щецином і розв'язкою автомагістралі в Колбасково була частиною міжнародної дороги E74, що сполучала Щецин з Берліном.

## Міста вздовж маршруту 13
- Щецин
  - Центр міста
  - Нове місто (дорога 10)
  - Захід
  - Поморани
  - Gumieńce (кільце Hakena, маршрут 31)
- Пшецлав
- Колбасково (A6)
- Росовек

## Безпека на дорозі
У межах міста, вздовж дороги 13, побудована велодоріжка, а в районі Пшецлава та Колбасково є пішохідна та велосипедна дорога та широкі узбіччя, але поки що на ділянці немає зручностей для пішоходів та велосипедистів на ділянці Колбасково — Росовек.